# Emil Krückmann
Emil Krückmann (vollständiger Name Emil Paul Ernst Olaf Friedrich Krückmann; * 14. Mai 1865 in Neukloster; † 23. Juni 1944 in Berlin) war ein deutscher Augenarzt und Hochschullehrer.

## Leben
Krückmann studierte von 1884 bis 1889 Medizin an den Universitäten München, Berlin, Rostock und Göttingen. 1889 wurde er in Rostock approbiert und 1890 in Leipzig promoviert. 1890/91 arbeitete er als praktischer Arzt, von 1891 bis 1894 war er Assistent bei Rudolf Berlin an der Augenklinik der Universität Rostock. Von 1895 bis 1897 war er Assistent bei Hubert Sattler an der Augenklinik der Universität Leipzig. Nach der Habilitation 1896 war er dort zunächst als Privatdozent, ab 1901 als nichtbeamteter außerordentlicher Professor für Augenheilkunde tätig. 1907 wurde er als Nachfolger von Hermann Kuhnt ordentlicher Professor für Augenheilkunde an der Universität Königsberg. 1912 wurde er als Nachfolger von Julius von Michel zum ordentlichen öffentlichen Professor für Augenheilkunde an die Universität Berlin berufen. Im Jahr 1932 wurde er zum Mitglied der Leopoldina gewählt. 1934 wurde er emeritiert. Im gleichen Jahr wurde er zum Ehrensenator der Universität Marburg ernannt. Im Jahr 1940 erhielt er die Goethe-Medaille für Kunst und Wissenschaft.
Seine Forschungsgebiet waren die Ursachen, Vererbung und Verhütung von Blindheit.
Krückmann war Mitinitiator der Deutschen Blindenstudienanstalt.
Sein Sohn Oluf Krückmann (1904–1984) war Orientalist und Professor an der Universität Freiburg.

## Schriften (Auswahl)
- Die Syphilis der Regenbogenhaut: nach Beobachtungen aus der Sattler’schen Augenklinik (= Augenärztliche Unterrichtstafeln. H. 25). J. U. Kern’s Verlag, Breslau 1906.
- Die Erkrankungen des Uvealtractus und des Glaskörpers. In: Alfred Graefe et al.: Handbuch der gesamten Augenheilkunde. 2., neubearbeitete Ausgabe. Band 5, Engelmann, Leipzig 1908, Abteilung 3, Kap. 6.
- Mit Berthold von Kern: Über Schießbrillen: Berichte, erstattet am 26. Juli 1913 in der Sitzung des Wissenschaftlichen Senats bei der Kaiser Wilhelms-Akademie für das Militärärztliche Bildungswesen (= Veröffentlichungen aus dem Gebiete des Militär-Sanitätswesens. H. 5). Hirschwald, Berlin 1914.
- Über Kriegsblindenfürsorge. In: Deutsche Medizinische Wochenschrift. 1915, H. 25–27.